# Jumeirah Lakes Towers
Jumeirah Lakes Towers (JLT) (Arabisch: أبراج بحيرات الجميرا) is een stadsdeel van  Dubai, Verenigde Arabische Emiraten. Het is gelegen naast Dubai Marina, landinwaarts, aan de andere kant van Sheikh Zayed Road.
Het bestaat uit 80 torens die zijn/worden gebouwd langs de randen van drie kunstmatige meren (Lake Almas West, Lake Almas East, JLT Lake). Aanvankelijk omvatte het project 4 meren, maar eind 2012 kondigde de ontwikkelaar (DMCC) aan dat het Elucio-meer zou worden drooggelegd en in plaats daarvan een park van 55.000 meter zou worden aangelegd. De totale oppervlakte van de meren, waterlopen en landschapsarchitectuur is 730.000 vierkante meter.
De torens variëren van 35 tot 45 verdiepingen, behalve de hoogste toren die het middelpunt van het project vormt: de Almas Tower. Deze is 66 verdiepingen hoog en bevindt zich op een eigen eiland tussen het Lake Almas West en Lake Almas East. De torens in JLT zijn georganiseerd in 26 clusters (elk cluster heeft als aanduiding een letter: A t/m Z) van drie torens. Het totale project heeft naar schatting een inwoneraantal van ongeveer 60.000 en een beroepsbevolking van nog eens 120.000. Het omvat o.a. 5 speeltuinen, 3 moskeeën, een park van 55.000 meter (omgevormd van het Elucio-meer in 2013-2014), een politiebureau, een ziekenhuis en andere voorzieningen.

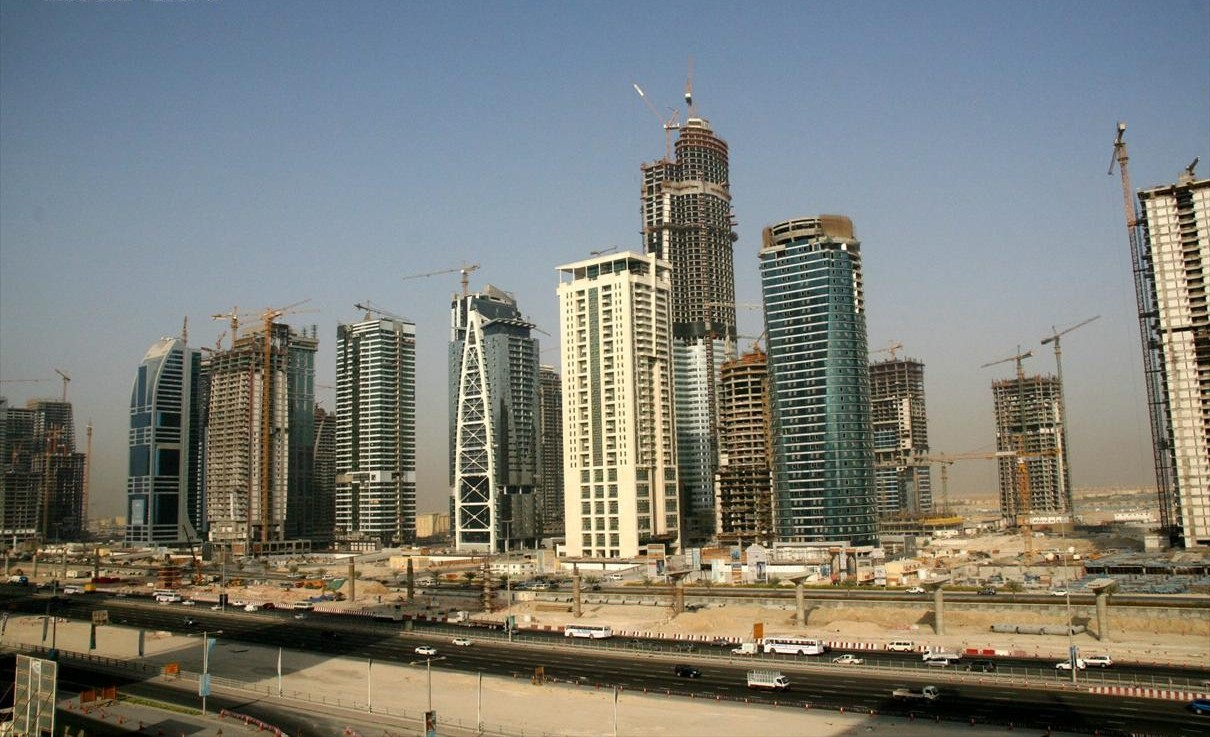
Torens in aanbouw in 2007

## Ontwikkeling
De Saba-toren was in december 2006 de eerste toren die werd voltooid in het Jumeirah Lakes-gebied. Het grootste deel van de bouw van de torens in JLT vond plaats in 2008. In april 2011 was meer dan 80 procent van de geplande torens in JLT voltooid. In juni 2015 waren er naar verluidt nog steeds 11 torens die als gevolg van de crisis van 2009 onafgebouwd zijn. De meest prominente hiervan zijn Wind Tower 1 en 2 die deel uitmaken van Cluster B en direct aan de Sheik Zayed Road gelegen zijn. Deze torens zijn al meer dan 12 jaar in aanbouw.

## Metro en tram
De rode lijn van de metro van Dubai loopt langs Jumeirah Lakes Towers, parallel aan de Sheikh Zayed Road. Er zijn twee stations die het stadsdeel bedienen: DAMAC Properties (voorheen Dubai Marina) in het noorden en DMCC aan de zuidelijke kant van het gebied. Dit laatste station heette voorheen Jumeirah Lakes Towers Station, maar werd in augustus 2018 omgedoopt tot Dubai Multi Commodities Center (DMCC), naar de naam van de ontwikkelingsmaatschappij van Jumeirah Lakes Towers.
Ook de tram van Dubai halteert bij Jumeirah Lakes Towers.